# 克里斯·科曼斯
克里斯·科曼斯（Kristian Arran "Kris" Commons）是英國的一位足球運動員，司职攻击型中场，現效力于蘇格蘭足球超級聯賽球隊凯尔特人。
科曼斯出道于斯托克城青年队，2004年夏免费转会至诺丁汉森林，2008年再次免费转会至德比郡，2011年1月以30万英镑转会至凯尔特人，在那里相继获得了苏超四连冠（2011/12 － 2014/15），他也凭借出色的个人表现获得了2013/14赛季苏格兰PFA和FWA双料年度足球先生，整个赛季他打进包括联赛27球在内的32球。
虽然出生于英格兰，但科曼斯通过他出生于邓迪的祖母的关系代表苏格兰足球代表队出征国际赛事，2008年8月12日，他在苏格兰队同北爱尔兰队的友谊赛中完成首秀，他的国家队处子球出现在2010年11月对阵法罗群岛的比赛中，2013年5月21日，科曼斯宣布从国家队退役以专注俱乐部赛事，他一共为苏格兰队出场12次，打进2球。

## 俱乐部生涯
凯尔特人（2011 － ）
2011年1月28号，尽管流浪者也对其有意，科曼斯选择了加盟凯尔特人，转会费为30万英镑。科曼斯事后接受采访时说当他知道凯尔特人有兴趣时就已经拿定主意了，他还形容代表凯尔特人踢球是梦想成真。时任凯尔特人主帅尼尔·列农曾是科曼斯在诺丁汉森林时期的队友。
加盟格拉斯哥东区球队的第二天，科曼斯就迎来了处子秀和处子球，他在凯尔特人4-1淘汰阿伯丁的联赛杯半决赛中远射为球队首开纪录。一周后的2月6号，科曼斯在凯尔特人客场同流浪者的老字号德比大战中收获了苏格兰杯的处子球，两队最终战成2-2。2月20日科曼斯在凯尔特人公园球场的首秀中再度射穿同城死敌流浪者的大门，凯尔特人最终3-0大胜对手。再下一个主场联赛中科曼斯包揽了凯尔特人击败汉密尔顿的两粒进球，科曼斯几乎辅一加盟便立马成为球队的新宠儿。
尽管科曼斯加盟后的半个赛季在联赛中出场14次打进11球，但凯尔特人仍然在最后时刻功亏一篑以1分劣势不敌流浪者屈居苏超亚军，只能在苏格兰杯赛中避免四大皆空的尴尬局面。科曼斯在4月17号的苏格兰杯半决赛中罚入一粒点球，帮助球队4-0顺利淘汰阿伯丁进军决赛。5月21日，科曼斯在汉普顿公园球场收获了职业生涯首座奖杯，27岁的攻击型中场助攻季成庸帮助球队首开纪录，最终凯尔特人3-0击败马瑟韦尔第35次捧起苏格兰杯。
2011-2012
科曼斯在凯尔特人的首个完整赛季未能保持加盟时的状态，整个赛季仅交出24次登场1粒进球的成绩单。科曼斯在联赛第四轮0-1不敌圣约翰斯顿的比赛早期罚丢点球，致使列农将其从首席点球手名单中除去。10月2日0-2不敌哈茨的下半场中科曼斯因为危险铲球而被直接红牌罚下，在饱受伤病侵袭和停赛后，科曼斯逐渐失去主力地位。然而凯尔特人总算在这个赛季力压死敌流浪者四年来首次获得联赛冠军，流浪者更是因破产而被罚降级，科曼斯也在赛季末的最后一次老字号德比中终于斩获了赛季唯一进球帮助球队3-0重创流浪者。
2012-2013
科曼斯在新赛季找回了状态，联赛首轮打进唯一进球帮助球队小胜阿伯丁，第二轮在最后时刻帮助球队扳平比分1-1战平罗斯郡。8月21日科曼斯在欧洲冠军联赛第三轮资格赛首回合客场首开纪录帮助球队最终淘汰瑞典球队赫尔辛堡闯进欧冠正赛，小组赛中科曼斯在2-1击败巴塞罗纳的著名胜利中打满全场，之后又在小组赛末轮顶住压力罚进点球帮助球队2-1力克莫斯科斯巴达，五年来首次晋级欧冠16强。2013年3月16日凯尔特人主场4-3战胜阿伯丁的疯狂比赛中科曼斯创下了开场12.2秒的苏超最快进球纪录。整个赛季科曼斯在联赛中出场27次打进11球，各项赛事46场19球，拿到了苏超联赛冠军和苏格兰杯双冠王。
2013-2014
本赛季是科曼斯迄今为止个人表现最棒的一个赛季，全季各项赛事打入32球。夏季他接连在淘汰艾夫斯堡和卡拉干达矿工的欧冠资格赛中进球，其中对后者的资格赛第三轮中凯尔特人形势十分危急，首回合在铺设人工草皮的客场0-2不敌对手后，凯尔特人必须在采用客场进球优势的赛制中完成逆转，科曼斯在上半场补时阶段攻入一粒势大力沉的远射拉响了反击号角，放下心理包袱的凯尔特在下半场将总比分扳成2-2，并在最后一分钟绝杀对手杀入欧冠正赛。入冬后科曼斯在国内赛事进球不断，对哈茨的苏格兰杯赛中完成帽子戏法，整个12月他打进7球荣获苏超当月最佳球员奖。2014年1月5日，科曼斯打进了自己凯尔特人生涯的第50球。列农开始将门前感觉良好的科曼斯固定在前锋身后，下半赛季科曼斯进球不断，以27球荣获联赛最佳射手，还被评选为苏格兰PFA和FWA双料年度足球先生。
2014-2015
新赛季前凯尔特人更换主帅，列农离队，38岁的挪威人罗尼·戴勒成为凯尔特人新帅。虽然贵为苏格兰双料足球先生，但科曼斯发现自己的地位不如从前。戴勒对压迫性打法的执着要求影子前锋也要积极参与防守，其挪威老乡斯蒂芬·约翰森更符合这一要求，因此科曼斯的位置被边翼化，入冬后甚至失去了主力地位，与凯尔特人的续约谈判也陷入僵局，截至新年，科曼斯仅在一半的比赛中首发，打进7球。然而事情在进入新年后产生了转机，科曼斯获得了更多出场机会，2月1日他在2012年4月以来的第一场格拉斯哥老字号德比中首发并打进漂亮的远射，帮助球队淘汰流浪者进军联赛杯决赛。四天后，科曼斯成功与凯尔特人续约2年，接受采访时他说非常享受凯尔特人的时光，因此非常开心能留在球队。3月15日联赛杯决赛，科曼斯首开纪录帮助凯尔特人2-0击败邓迪联捧得了个人首座苏格兰联赛杯，凯尔特人也获得了苏超联赛四连冠。

## 职业生涯荣誉
凯尔特人
- 苏格兰足球超级联赛 (4): 2011–12, 2013–14, 2014–15
- 苏格兰足总杯 (2): 2011（英语：2011 Scottish Cup Final）, 2013（英语：2013 Scottish Cup Final）
- 苏格兰联赛杯 (1): 2015（英语：2014–15 Scottish League Cup）

个人荣誉
- 苏格兰PFA足球先生 (1): 2013–14
- 苏格兰FWA足球先生 (1): 2013–14
- 苏超最佳射手（1）：2013-14（27球）

## 职业生涯数据
最後更新：10 May 2015
| 赛季         | 球队         | 级别         | 出场 | 进球 | 出场   | 进球   | 出场   | 进球   | 出场   | 进球   | 出场   | 进球   | 出场 | 进球 |
| 英格兰       | 英格兰       | 英格兰       | 联赛 | 联赛 | 足总杯 | 足总杯 | 联赛杯 | 联赛杯 | 锦标杯 | 锦标杯 | 升级赛 | 升级赛 | 总计 | 总计 |
| ------------ | ------------ | ------------ | ---- | ---- | ------ | ------ | ------ | ------ | ------ | ------ | ------ | ------ | ---- | ---- |
| 2001–02      | 斯托克城     | 英甲         | 0    | 0    | 0      | 0      | 0      | 0      | 1      | 0      | 0      | 0      | 1    | 0    |
| 2002–03      | 斯托克城     | 英冠         | 8    | 1    | 0      | 0      | 1      | 0      | –      | –      | –      | –      | 9    | 1    |
| 2003–04      | 斯托克城     | 英冠         | 33   | 4    | 1      | 0      | 2      | 0      | –      | –      | –      | –      | 36   | 4    |
| 总计         | 总计         | 总计         | 41   | 5    | 1      | 0      | 3      | 0      | 1      | 0      | 0      | 0      | 46   | 5    |
| 2004–05      | 诺丁汉森林   | 英冠         | 30   | 6    | 3      | 1      | 3      | 0      | –      | –      | –      | –      | 36   | 7    |
| 2005–06      | 诺丁汉森林   | 英甲         | 37   | 8    | 0      | 0      | 1      | 0      | 0      | 0      | –      | –      | 38   | 8    |
| 2006–07      | 诺丁汉森林   | 英甲         | 32   | 9    | 3      | 3      | 0      | 0      | 3      | 0      | 2      | 1      | 40   | 13   |
| 2007–08      | 诺丁汉森林   | 英甲         | 39   | 9    | 3      | 1      | 2      | 0      | 1      | 0      | –      | –      | 45   | 10   |
| 总计         | 总计         | 总计         | 138  | 32   | 9      | 5      | 6      | 0      | 4      | 0      | 2      | 1      | 159  | 38   |
| 2008–09      | 德比郡       | 英冠         | 34   | 5    | 4      | 1      | 7      | 1      | –      | –      | –      | –      | 45   | 7    |
| 2009–10      | 德比郡       | 英冠         | 20   | 3    | 4      | 1      | 0      | 0      | –      | –      | –      | –      | 24   | 4    |
| 2010–11      | 德比郡       | 英冠         | 26   | 13   | 1      | 0      | 1      | 0      | –      | –      | –      | –      | 27   | 13   |
| 总计         | 总计         | 总计         | 80   | 21   | 8      | 2      | 8      | 1      | 0      | 0      | 0      | 0      | 96   | 24   |
| 苏格兰       | 苏格兰       | 苏格兰       | 联赛 | 联赛 | 足总杯 | 足总杯 | 联赛杯 | 联赛杯 | 欧战   | 欧战   | 其他   | 其他   | 总计 | 总计 |
| 2010–11      | 凯尔特人     | 苏超         | 14   | 11   | 5      | 2      | 2      | 1      | 0      | 0      | –      | –      | 21   | 14   |
| 2011–12      | 凯尔特人     | 苏超         | 24   | 1    | 3      | 0      | 2      | 0      | 4      | 0      | –      | –      | 33   | 1    |
| 2012–13      | 凯尔特人     | 苏超         | 27   | 11   | 4      | 3      | 3      | 3      | 12     | 2      | –      | –      | 46   | 19   |
| 2013–14      | 凯尔特人     | 苏超         | 34   | 27   | 2      | 3      | 1      | 0      | 11     | 2      | –      | –      | 48   | 32   |
| 2014–15      | 凯尔特人     | 苏超         | 27   | 9    | 4      | 1      | 3      | 3      | 10     | 2      | –      | –      | 44   | 15   |
| 总计         | 总计         | 总计         | 126  | 59   | 18     | 9      | 11     | 7      | 37     | 6      | –      | –      | 192  | 81   |
| 职业生涯总计 | 职业生涯总计 | 职业生涯总计 | 385  | 117  | 36     | 16     | 28     | 8      | 42     | 6      | 2      | 1      | 494  | 148  |

## 个人生活
克里斯·科曼斯的弟弟Spencer也曾经是足球运动员，但2002年的一次严重膝伤早早结束了职业生涯。
科曼斯与未婚妻Lisa Hague长期生活在一起，两人育有三个孩子：April, William and Jax。他们的第一个孩子Lola在2008年死于死产，之后Lisa担任苏格兰帮助遭遇死产不幸家庭和帮助纪念婴孩的慈善机构SiMBA的大使，她也创立了以Lola命名的慈善基金，Lola Commons Fund，募集资金帮助在苏格兰每一间产房旁建立照顾遭遇不幸家庭的房间。